# Сафват аль-Мулюк
Сафват аль-Мулюк (араб. صفوة الملك‎ «чистота власти»; ум. 1119) — жена сельджукского правителя Сирии Тутуша и атабека Дамаска Тугтекина. Мать Дукака и Зумурруд-хатун. Сафват аль-Мулюк сыграла роль в борьбе за трон в Дамаске после смерти Тутуша. Хронисты обвиняли её в том, что она убила своего сына, чтобы сохранить власть.

## Биография

### Первый брак
Настоящее имя Сафват аль-Мулюк неизвестно. Она родилась в Дамаске в простой семье. В июне-июле 1076 года по заданию сельджукского султана Алп-Арслана эмир Атсыз с братьями вступил в город и занял замок. После этого на ней женился брат Атсыза Джавли, от которого женщина родила дочь Зумурруд . Осенью 1079 года в Дамаск прибыл  Тутуш и обвинил Атсыза и его брата Джавли в заговоре. Через некоторое время Атсыз был задушен тетивой лука, а Джавли обезглавлен. Таким образом Тутуш захватил Дамаск и основал государство Сирийских сельджуков.

### Второй и третий брак
Для укрепления своего положения Тутуш женился на вдове убитого им Джавли, Сафват аль-Мулюк. От Тутуша она родила сына Дукака, воспитание которого Тутуш поручил эмиру Тугтегину. Последний стал мужем Сафват аль-Мулюк. Согласно Ибн аль-Каланиси, брак с Тугтегином был заключен в 1094 году, но встречаются утверждения, что в 1093 году. Похоже, что Тутуш развелся с Сафват аль-Мулюк и заставил её выйти замуж за Тугтегина. Это было в традициях сельджуков. Таким образом правитель обеспечивал сыну защиту. С матерью своего сына Рыдвана Тутуш тоже развелся после рождения сына. Её он выдал замуж за правителя Хомса Хуссейна Джанахеддина. По мнению Г. Шамри и Дж. Альптекина, более вероятно, что брак был заключен в 1095 году после смерти Тутуша.
В 1095 году в битве при Рее между Тутушем и Баркияруком Тутуш погиб, а Тугтегин попал в плен. Сыну Сафват аль-Мулюк Дукаку удалось бежать с поля боя и отправиться в Алеппо. Рыдван по приказу отца наступал на Багдад, но, узнав о смерти отца, быстро вернулся в Алеппо и прибыл до Дукака. Когда в Алеппо прибыл Дукак, Рыдван велел взять его под стражу. Дукак некоторое время жил в Алеппо, но он боялся, что Рыдван убьет и его, как двух других братьев, и сбежал в Дамаск. Став султаном Дамаска, согласно Ибн аль-Каланиси, Дукак не стал подобно Рыдвану убивать своего брата Арташа, а послал его с матерью в крепость Баальбек к его атабеку Фахруддевле Гюмюштегину, чтобы тот задержал подопечного.
По словам Ибн Асакира, в 1104 году Сафват аль-Мулюк решила убить своего сына, который взрослел и не нуждался в регентах, чтобы обеспечить возможность править себе и своему мужу. Сафват приказала служанке подать Дукаку виноград, который она отравила иглой с ядом. Дукак умер в 497/1104 году. По словам Ибн аль-Каланиси, Сафват аль- Мулюк умоляла его составить завещание. Он оставил трон своему сыну Тутушу ибн Дукак.

### После смерти сына
После того, как Дукак умер, осталось два сельджукида, имевших законное право управлять Дамаском: брат Дукака Арташ и сын Дукака. Тугтегин посадил на трон сына Дукака — внука своей жены — и произнес хутбу от имени малолетнего правителя. Однако вскоре Тугтегин счел посадил на трон брата Дукака, Арташа, которому было 12 лет (18 сентября 1104). Мать Арташа, прибывшая с ним из Баальбека, боялась Тугтегина и Сафват ал-Мулюк: «Его мать внушила ему страх перед ними и ввела его в заблуждение», внушая ему мысль, что Тугтегин и его жена Сафват аль-Мулюк замышляют против него заговор. Возможно, обвинения были правдивы. Атабек мог вызвать Арташа, чтобы убить его, а Сафват аль-Мулюк, вероятно, желала, чтобы её внук, сын Дукака, занимал трон. По словам Ибн аль-Каланиси, некий человек сообщил Арташу, что против него замышляется заговор, что он в любом случае будет убит, и что он должен как можно скорее бежать из Дамаска. Но хронист уточнял: «Фактически же ситуация была в корне противоположной тому, что рассказывали ему наветчики». Арташ с матерью бежали из Дамаска в октябре-ноябре 1104 года. Узнав об этом, Тугтегин опять посадил на трон внука Сафват аль-Мульк, сына Дукака.
В 1110/11 году Сафват ал-Мулюк приказала построить небольшой мавзолей для себя и сына. Это положило в Дамаске начало традиции женщинам покровительствовать религиозному строительству.
Не позднее 1112 года дочь Сафват аль-Мулюк от Джавли, Зумурруд, вышла замуж за сына Тугтегина и его первой жены Шараф-хатун, Бури.
В 1119 году Сафват аль-Мулюк заболела и 7 сентября умерла.
Кувейтский историк Г. Шамри писал, что у неё был сильный характер и она любила власть.

## Семья
- муж: Джавли бен Увак (ум. 1079)[34]

- дочь: Зумурруд (ум. не ранее 1139). Была женой Бури бен Тугтекин (1113), а позднее Имадеддина Занги (1138)

- муж: Тутуш[5];

- Дукак;

- муж: Тугтекин[34].